# Байкальская улица (Москва)
Байка́льская улица (название утверждено 28 мая 1968 года) расположена в Восточном административном округе Москвы в районе Гольяново между улицами Бирюсинка и Хабаровская.

## Происхождение названия
Названа по сибирскому озеру Байкал вместе с соседними улицами, названными по географическим объектам Сибири и Дальнего Востока.

## Объекты
- Поликлиника: № 60 Архивная копия от 12 марта 2016 на Wayback Machine: 107207, Москва, Байкальская ул., 39
- Дом Книги в Гольяново (№ 25) Архивная копия от 13 марта 2016 на Wayback Machine: 107207, Москва, Байкальская ул., 23
- Детский Клуб Водного Туризма Азиму Архивная копия от 13 марта 2016 на Wayback Machine: Москва, Байкальская ул., 25, к. 2
- Остальные объекты на Байкальской улице Архивная копия от 10 июня 2008 на Wayback Machine

## Особенности
В 2019 году была обустроена пешеходная зона по улице Байкальская от дома № 23 до дома № 51к1. В восточной части района улица плавно переходит в сквер на Хабаровской улице. Благоустроенный участок по сути представляет собой бульвар. На нем располагаются входные арки, большие садовые качели, тренажерные площадки и скейт-парк, детские игровые зоны, площадка для фотосессий. Работы проводились в рамках программы благоустройства городской среды «Мой район».

## Храм преподобных Зосимы и Савватия в Гольянове

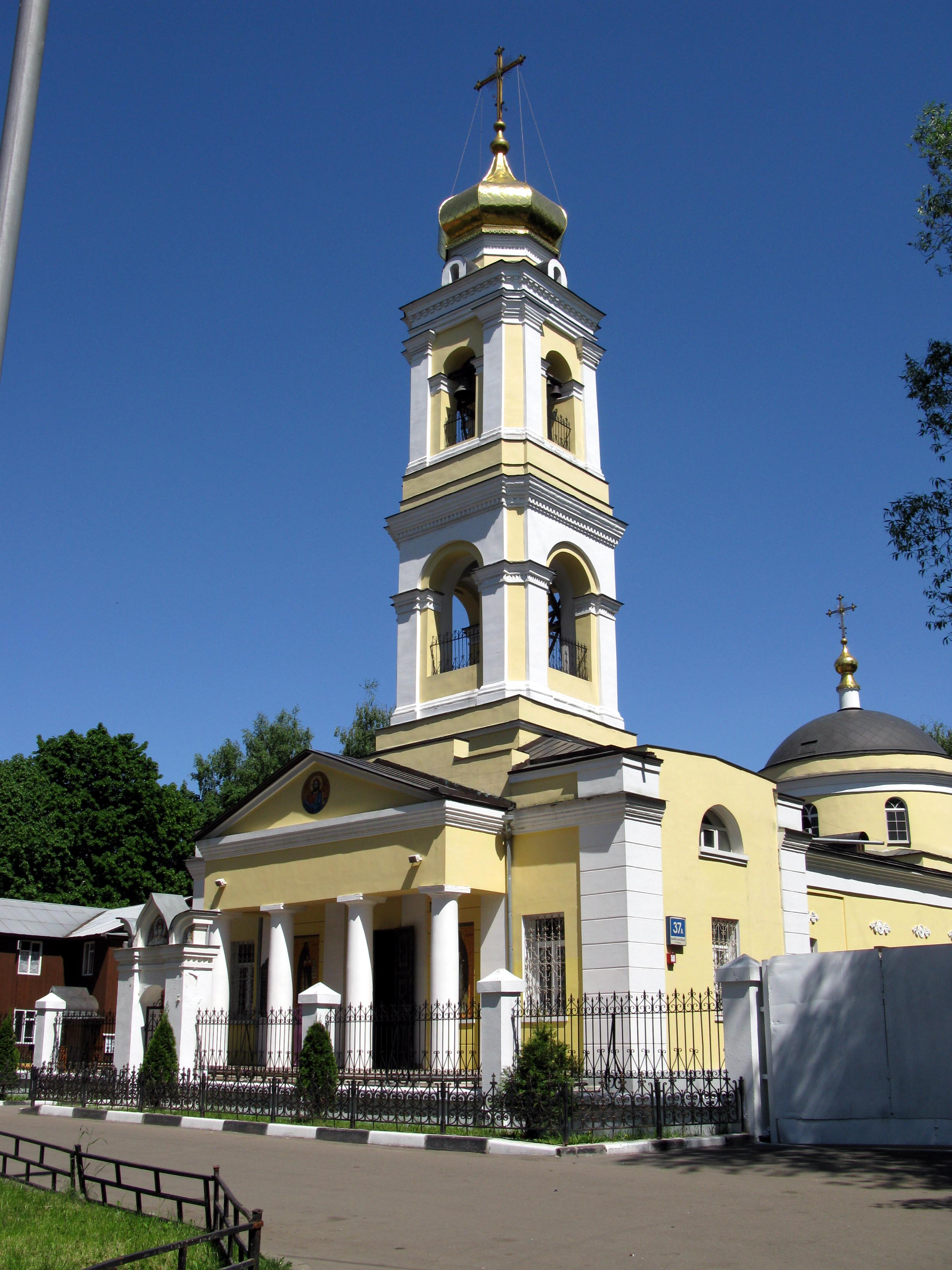
Храм преподобных Зосимы и Савватия в Гольянове

Дом № 37а — храм преподобных Зосимы и Савватия в Гольянове Русской православной церкви. Построен в 1842 году помещиками Трубецкими в стиле ампир — позднего классицизма.. В 1930-х годах был закрыт. Вновь открыт 31 марта 1990 года. Главный престол — преподобных Зосимы и Савватия Соловецких.
 Объект культурного наследия № 7702297000